# Sainte-Marie, Hautes-Pyrénées
Sainte-Marie là một xã thuộc tỉnh Hautes-Pyrénées trong vùng Occitanie tây nam nước Pháp.